# Totally Killer
Totally Killer is een Amerikaanse komische slasher-film uit 2023 onder regie van Nahnatchka Khan met in de hoofdrollen Kiernan Shipka, Olivia Holt en Julie Bowen.

## Verhaal
In 1987 werden de drie tienermeisjes Tiffany Clark, Marisa Song en Heather Hernandez op de dag van hun 16e verjaardag brutaal vermoord met 16 messteken door de beruchte "Sweet 16 Killer". Meer dan dertig jaar later wordt Pam Miller, het vierde lid van het toenmalige meidenclubje, door dezelfde "Sweet 16 Killer" doodgestoken. Haar dochter Jamie reist terug in de tijd om samen met de tienerversie van haar moeder te proberen om de moorden te voorkomen en de moordenaar te ontmaskeren voordat ze voor altijd in het verleden vastzit.

## Rolverdeling
| Acteur               | Personage                   |
| -------------------- | --------------------------- |
| Kiernan Shipka       | Jamie Hughes / Colette      |
| Olivia Holt          | Pam Miller (tiener)         |
| Julie Bowen          | Pam Miller (volwassene)     |
| Charlie Gillespie    | Blake Hughes (tiener)       |
| Lochlyn Munro        | Blake Hughes (volwassene)   |
| Troy L. Johnson      | Lauren Creston (tiener)     |
| Kimberly Huie        | Lauren Creston (volwassene) |
| Liana Liberato       | Tiffany Clark               |
| Kelcey Mawema        | Amelia Creston              |
| Stephi Chin-Salvo    | Marisa Song                 |
| Anna Diaz            | Heather Hernandez           |
| Ella Choi            | Kara Lim (tiener)           |
| Patti Kim            | Kara Lim (volwassene)       |
| Jeremy Monn-Djasgnar | Randy Finkle (tiener)       |
| Tommy Europe         | Randy Finkle (volwassene)   |
| Nathaniel Appiah     | Doug Summers (tiener)       |
| Conrad Coates        | Doug Summers (volwassene)   |
| Nicholas Lloyd       | Chris Dubusage (tiener)     |
| Jonathan Potts       | Chris Dubusage (volwassene) |
| Randall Park         | Sheriff Dennis Lim          |
| Zach Gibson          | Lurch (tiener)              |
| Brendan O'Brien      | Lurch (volwassene)          |
| Andy Thompson        | Mr. Parr                    |

## Release en ontvangst
Totally Killer ging op 28 september 2023 in première op Fantastic Fest. Op 6 oktober 2023 werd de film uitgebracht op Amazon Prime Video.
De film behaalde een score van 86% (107 beoordelingen) op Rotten Tomatoes, met een gemiddelde score van 6,5/10. Op Metacritic kreeg de film een score van 62 op 100 (17 beoordelingen), wat duidt op "over het algemeen gunstige recensies".